# Lijst van rijksmonumenten in Vlissingen (plaats)
De stad en gemeente Vlissingen telt 283 inschrijvingen in het rijksmonumentenregister. Hieronder een compleet overzicht.
| Object | Oorspronkelijke functie?  | Bouwjaar                                                                      | Architect                                         | Locatie                                             | Coördinaten?                  | Nr.?   | Afbeelding |
| --- | ------------------------- | ----------------------------------------------------------------------------- | ------------------------------------------------- | --------------------------------------------------- | ----------------------------- | ------ | --- |
| Pakhuis met twee tweelichtskozijnen en in het midden hijsluiken | Opslag                    | 18e eeuw                                                                      |                                                   | Achter de Kerk 11                                   | 51° 26' 33" NB, 3° 34' 27" OL | 37579  | Meer afbeeldingen |
| Gepleisterd pand met verdieping en half schilddak met dakkapel. Dubbele deur in omlijsting met pilasters | Woonhuis                  | 19e eeuw                                                                      |                                                   | Achter de Kerk 15                                   | 51° 26' 33" NB, 3° 34' 26" OL | 37580  | Meer afbeeldingen |
| Pand met verdieping onder met hollandse pannen (achter rode; voor blauw geglazuurde) gedekt zadeldak (dwarskap) tussen gepleisterde puntgevels met schouderstukken, bekroond door schoorstenen en met staafankers | Woonhuis                  | 17e eeuw                                                                      |                                                   | Bakkersgang 1                                       | 51° 26' 34" NB, 3° 34' 16" OL | 37581  | Meer afbeeldingen |
| Huis met lijstgevel. Schilddak met dakkapel. Fries van de lijst voorzien van gesneden consoles. De gevel in XXa bepleisterd en vorm voordeur gewijzigd in verband met inrichting tot café | Woonhuis                  | 18e-20e eeuw                                                                  |                                                   | Bellamypark 1                                       | 51° 26' 28" NB, 3° 34' 25" OL | 37582  | Meer afbeeldingen |
| Edenburg | Woonhuis                  | 1771                                                                          |                                                   | Bellamypark 3                                       | 51° 26' 28" NB, 3° 34' 25" OL | 37583  | Meer afbeeldingen |
| Huis met geverfde lijstgevel. Dakkapel. Eenvoudige voordeuromlijsting; gebogen kalf; rozetbovenlicht. Hardstenen plint; hardstenen stoeptreden | Woonhuis                  | 18e eeuw                                                                      |                                                   | Bellamypark 5                                       | 51° 26' 28" NB, 3° 34' 25" OL | 37584  | Meer afbeeldingen |
| Huis met lijstgevel, pui, gepleisterd. Dakkapel Voordeuromlijsting met tandlijstjes. Stoeptreden | Woonhuis                  | 18e-19e eeuw                                                                  |                                                   | Bellamypark 9                                       | 51° 26' 29" NB, 3° 34' 24" OL | 37585  | Meer afbeeldingen |
| Huis met geverfde lijstgevel. Kroonlijst voorzien van drie tandlijstjes. Dakkapel met tandlijstje. Eenvoudige voordeuromlijsting met bovenlicht en kalf met twee tandlijstjes. Stoeptreden | Woonhuis                  | 18e eeuw                                                                      |                                                   | Bellamypark 11                                      | 51° 26' 29" NB, 3° 34' 24" OL | 37586  | Meer afbeeldingen |
| Huis met gepleisterde lijstgevel. De lijst voorzien van vijf consoles. Dakkapel. Eenvoudige voordeuromlijsting, stoeptreden. Waterlijsten, gevelsteen met inscriptie | Woonhuis                  | 1624                                                                          |                                                   | Bellamypark 13                                      | 51° 26' 29" NB, 3° 34' 24" OL | 37587  | Meer afbeeldingen |
| Huis met gedeeltelijk ontpleisterde trapgevel. De treden afgedekt met natuurstenen platen. Zandstenen hoekblokken en banden. Ontlastingsboogje boven zoldervenster. Geverfde pui. De voordeur met eenvoudige omlijsting, rozet bovenlicht en stoeptreden, bevindt zich links, waar een overbouwde gang is aangetrokken                                                                | Woonhuis                  | 16e-17e eeuw                                                                  |                                                   | Bellamypark 15                                      | 51° 26' 30" NB, 3° 34' 23" OL | 37588  | Meer afbeeldingen |
| Huis met gepleisterde lijstgevel. Het fries voorzien van consoles. Dakkapel. Moderne cafépui | Woonhuis                  | 18e eeuw                                                                      |                                                   | Bellamypark 17                                      | 51° 26' 30" NB, 3° 34' 23" OL | 37589  | Meer afbeeldingen |
| Imposante gepleisterde lijstgevel in Neo-Renaissance trant. Gebosseerd beneden gedeelte met cartouches, waarin engelenkopjes. Hoofdverdieping met fantasiepilasters en schuiframen; tweede verdieping met kruisramen. Museum | Woonhuis                  | 1881                                                                          | W. van Lookeren Campagne en E.Gonfeld von Felbert | Bellamypark 19                                      | 51° 26' 30" NB, 3° 34' 23" OL | 37590  | Meer afbeeldingen |
| Huis met gepleisterde lijstgevel. Dakkapel met houten piron. Eenvoudige voordeuromlijsting | Woonhuis                  | 18e eeuw                                                                      |                                                   | Bellamypark 21                                      | 51° 26' 30" NB, 3° 34' 23" OL | 37591  | Meer afbeeldingen |
| Huis met lijstgevel. Voordeuromlijsting en kalf met tandlijstjes, bovenlicht. Het middendeel van de gevel vertoont banden en figuren van donkerrode steen in het lichte metselwerk. Sierankers en staafankers | Woonhuis                  | 17e-18e eeuw                                                                  |                                                   | Bellamypark 23                                      | 51° 26' 30" NB, 3° 34' 23" OL | 37592  | Meer afbeeldingen |
| Huis met lijstgevel. Dakkapel. Eenvoudige voordeuromlijsting | Woonhuis                  | 18e eeuw                                                                      |                                                   | Bellamypark 27                                      | 51° 26' 31" NB, 3° 34' 22" OL | 37593  | Meer afbeeldingen |
| Huis met pilastergevel op plint. Houten piron. Grote gecanneleerde voordeuromlijsting, gesneden deurkalf en geornamenteerde voordeur | Woonhuis                  | laatste helft 17e eeuw-18e eeuw                                               |                                                   | Bellamypark 29                                      | 51° 26' 31" NB, 3° 34' 22" OL | 37594  | Meer afbeeldingen |
| Huis met lijstgevel. Twee gekoppelde voordeuren met eenvoudige omlijsting; stoeptreden. Schuin kelderluik | Woonhuis                  | 18e eeuw                                                                      |                                                   | Bellamypark 31                                      | 51° 26' 31" NB, 3° 34' 22" OL | 37595  | Meer afbeeldingen |
| Pand met geschilderde natuurstenen lijstgevel en ter hoogte van de beganegrond ontlastingsbogen boven de vensters en deurpartij | Woonhuis                  | vermoedelijk 16e eeuw                                                         |                                                   | Bellamypark 35                                      | 51° 26' 31" NB, 3° 34' 22" OL | 37596  | Meer afbeeldingen |
| Huis met gepleisterde lijstgevel en dakkapel. Staafankers. Pui met op spijltjes rustende lijst. Zijgevel in Breestraat: gepleisterde langsgevel met gootlijst op klosjes | Woonhuis                  | 18e eeuw (met oudere kern) 19e eeuw (pui)                                     |                                                   | Bellamypark 37                                      | 51° 26' 31" NB, 3° 34' 22" OL | 37597  | Meer afbeeldingen |
| Huis met gepleisterde lijstgevel. Dakkapel. Eenvoudige voordeuromlijsting | Woonhuis                  | 18e-19e eeuw                                                                  |                                                   | Bellamypark 135                                     | 51° 26' 32" NB, 3° 34' 21" OL | 37598  | Meer afbeeldingen |
| Huis met geverfde lijstgevel en dakkapel. Houten piron. Gesneden voordeuromlijsting met consoles | Woonhuis                  | 18e eeuw                                                                      |                                                   | Bellamypark 137                                     | 51° 26' 32" NB, 3° 34' 21" OL | 37599  | Meer afbeeldingen |
| Huis met gecementeerde lijstgevel | Woonhuis                  | 18e eeuw (huis) laatste helft 16e eeuw (inwendig)                             |                                                   | Bellamypark 139                                     | 51° 26' 32" NB, 3° 34' 21" OL | 37600  | Meer afbeeldingen |
| Hoekpand met twee verdiepingen, schilddak en gepleisterde muren. Voorgevel met verdiepte lisenen en houten kroonlijst | Woonhuis                  | midden 19e eeuw                                                               |                                                   | Bellamypark 145                                     | 51° 26' 32" NB, 3° 34' 21" OL | 37601  | Meer afbeeldingen |
| Twee gecombineerde panden met gepleisterde lijstgevel. Hoek afgerond. Hotel Goes | Woonhuis                  | 18e-19e eeuw                                                                  |                                                   | Bellamypark 2                                       | 51° 26' 28" NB, 3° 34' 29" OL | 37602  | Meer afbeeldingen |
| Huis met gepleisterde lijstgevel. Fries voorzien van consoles en panelen. Schilddak, twee houten pirons en dakkapel met vleugels. Pui modern | Woonhuis                  | 18e eeuw                                                                      |                                                   | Bellamypark 4                                       | 51° 26' 28" NB, 3° 34' 29" OL | 37603  | Meer afbeeldingen |
| Twee gecombineerde panden met gepleisterde lijstgevel. Nok evenwijdig aan straat. Twee houten pirons. Nieuwe winkelpui | Woonhuis                  | 18e eeuw                                                                      |                                                   | Bellamypark 6                                       | 51° 26' 28" NB, 3° 34' 29" OL | 37604  | Meer afbeeldingen |
| Huis met geverfde lijstgevel. Fries voorzien van dubbele tandlijst, panelen en consoles. Cafépui | Woonhuis                  | 18e eeuw                                                                      |                                                   | Bellamypark 8                                       | 51° 26' 28" NB, 3° 34' 28" OL | 37605  | Meer afbeeldingen |
| Huis met gepleisterde lijstgevel en dakkapel. Fries voorzien van dubbele tandlijst. Moderne winkelpui | Woonhuis                  | 18e eeuw                                                                      |                                                   | Bellamypark 10                                      | 51° 26' 28" NB, 3° 34' 28" OL | 37606  | Meer afbeeldingen |
| Huis met in 19e eeuw vernieuwde lijstgevel en oude kern. Hoge kap bekroond met houten piron. Dakkapel | Woonhuis                  | 17e-19e eeuw                                                                  |                                                   | Bellamypark 22                                      | 51° 26' 30" NB, 3° 34' 27" OL | 37607  | Meer afbeeldingen |
| Huis met gepleisterde gevel. Eenvoudige voordeuromlijsting met rozetbovenlicht. Gevelsteen met buste van Jacobus Bellamy | Woonhuis                  | 18e-19e eeuw                                                                  |                                                   | Bellamypark 30                                      | 51° 26' 31" NB, 3° 34' 27" OL | 37611  | Huis met gepleisterde gevel. Eenvoudige voordeuromlijsting met rozetbovenlicht. Gevelsteen met buste van Jacobus Bellamy                                                                    |
| Huis met lijstgevel, schilddak en getoogde dakkapel. Lijstfries voorzien van vier gesneden asymmetrische rocococonsoles. Getoogde vensters met middenstijl. Moderne cafépui | Woonhuis                  | derde kwart 18e eeuw                                                          |                                                   | Bellamypark 32                                      | 51° 26' 31" NB, 3° 34' 26" OL | 37612  | Meer afbeeldingen |
| Huis met gecementeerde lijstgevel. Lijst voorzien van dubbele tandlijsten, getande consoles en panelen. Aan straatzijde schilddak met twee pirons. Dakkapel met tandlijstjes. Winkelpui | Woonhuis                  | 18e-19e eeuw                                                                  |                                                   | Bellamypark 34                                      | 51° 26' 31" NB, 3° 34' 26" OL | 37613  | Meer afbeeldingen |
| Huis met gepleisterde lijstgevel. Lijstfries voorzien van consoles. 19e-eeuwse raamomlijsting met kuifstukken. Staafankers. Moderne winkelpui | Woonhuis                  | 18e-19e eeuw                                                                  |                                                   | Bellamypark 36                                      | 51° 26' 31" NB, 3° 34' 26" OL | 37614  | Meer afbeeldingen |
| Huis met lijstgevel. Dak bekroond door houten piron. Moderne winkelpui | Woonhuis                  | 18e eeuw                                                                      |                                                   | Bellamypark 38                                      | 51° 26' 31" NB, 3° 34' 26" OL | 37615  | Meer afbeeldingen |
| Huis met gepleisterde lijstgevel. Dakkapel. Moderne winkelpui | Woonhuis                  | 18e eeuw                                                                      |                                                   | Bellamypark 40                                      | 51° 26' 32" NB, 3° 34' 25" OL | 37616  | Huis met gepleisterde lijstgevel. Dakkapel. Moderne winkelpui |
| Huis met moderne aangepaste lijstgevel, aan de hoeken ingezwenkt, toegepast voor oudere kern | Woonhuis                  |                                                                               |                                                   | Bellamypark 42                                      | 51° 26' 32" NB, 3° 34' 25" OL | 37617  | Huis met moderne aangepaste lijstgevel, aan de hoeken ingezwenkt, toegepast voor oudere kern                                                                                                |
| Huis met eenvoudige 19e-eeuwse lijstgevel. Moderne winkelpui | Woonhuis                  | 18e-19e eeuw                                                                  |                                                   | Bellamypark 44                                      | 51° 26' 32" NB, 3° 34' 25" OL | 37618  | Huis met eenvoudige 19e-eeuwse lijstgevel. Moderne winkelpui |
| Huis met eenvoudige 19e-eeuwse lijstgevel. Schilddak. Moderne winkelpui | Woonhuis                  | 18e-19e eeuw                                                                  |                                                   | Bellamypark 46                                      | 51° 26' 32" NB, 3° 34' 25" OL | 37619  | Meer afbeeldingen |
| Huis met lijstgevel. Lijstfries voorzien van consoles. Dakkapel. Moderne winkelpui | Woonhuis                  | 18e-19e eeuw                                                                  |                                                   | Bellamypark 48                                      | 51° 26' 32" NB, 3° 34' 25" OL | 37620  | Huis met lijstgevel. Lijstfries voorzien van consoles. Dakkapel. Moderne winkelpui |
| Huis met lijstgevel. Langs zadeldak met twee dakkapellen. Winkelpui. Jaartal in lijstfries (Anno 1816) | Woonhuis                  | 1816                                                                          |                                                   | Bellamypark 50                                      | 51° 26' 32" NB, 3° 34' 25" OL | 37621  | Meer afbeeldingen |
| Huis met deels geverfde, deels gepleisterde lijstgevel, voorzien van een geprofileerde kroonlijst met panelen en eveneens geprofileerde gootklossen | Woonhuis                  | 17e-18e eeuw                                                                  |                                                   | Beursplein 5                                        | 51° 26' 26" NB, 3° 34' 26" OL | 37622  | Meer afbeeldingen |
| Huis met gepleisterde lijstgevel. Dakkapel. Een smeedijzeren balkon over de gehele breedte van de gevel rust op consoles, die geschraagd worden door vrouwenfiguren. Stoep | Woonhuis                  | ca. 1860                                                                      |                                                   | Beursplein 9                                        | 51° 26' 26" NB, 3° 34' 26" OL | 37623  | Meer afbeeldingen |
| Beursgebouw | Handel en kantoor         | 1635                                                                          |                                                   | Beursplein 11                                       | 51° 26' 27" NB, 3° 34' 26" OL | 37624  | Meer afbeeldingen |
| Huis met brede lijstgevel. Het fries van de lijst heeft panelen en rijk gesneden consoles met bladornament en doekfestoenen. Rijk gesneden voordeuromlijsting met dito deurkalf en bovenlicht | Woonhuis                  | 18e-19e eeuw                                                                  |                                                   | Beursstraat 1                                       | 51° 26' 27" NB, 3° 34' 25" OL | 37625  | Meer afbeeldingen |
| Huis met gepleisterde lijstgevel en sierankers. Voordeuromlijsting met rozet bovenlicht | Woonhuis                  | 17e-18e eeuw                                                                  |                                                   | Beursstraat 21                                      | 51° 26' 27" NB, 3° 34' 25" OL | 37626  | Meer afbeeldingen |
| Huis met laatste helft 19e-eeuwse gepleisterde lijstgevel met consoles. Eenvoudige voordeuromlijsting. Stoeptreden | Woonhuis                  | 18e-19e eeuw                                                                  |                                                   | Beursstraat 29                                      | 51° 26' 27" NB, 3° 34' 25" OL | 37627  | Huis met laatste helft 19e-eeuwse gepleisterde lijstgevel met consoles. Eenvoudige voordeuromlijsting. Stoeptreden                                                                          |
| Huis met gepleisterde lijstgevel. Lijstfries met consoles. Stoeptreden | Woonhuis                  | 19e eeuw                                                                      |                                                   | Beursstraat 35                                      | 51° 26' 27" NB, 3° 34' 25" OL | 37628  | Meer afbeeldingen |
| Huis met gepleisterde lijstgevel. Kapnok evenwijdig aan de straat. Lijstfries voorzien van consoles en panelen. Staaf- en cijferankers in de gevel. Voordeuromlijsting met rozet bovenlicht. Stoeptreden. Kelderluik | Woonhuis                  | 1581                                                                          |                                                   | Beursstraat 41                                      | 51° 26' 27" NB, 3° 34' 25" OL | 37629  | Meer afbeeldingen |
| Huis met gepleisterde lijstgevel. Eenvoudige voordeuromlijsting | Woonhuis                  | 18e-19e eeuw                                                                  |                                                   | Beursstraat 47                                      | 51° 26' 27" NB, 3° 34' 25" OL | 37630  | Meer afbeeldingen |
| Huis met gepleisterde lijstgevel. Eenvoudige voordeuromlijsting. Dakkapel | Woonhuis                  | 18e-19e eeuw                                                                  |                                                   | Beursstraat 49                                      | 51° 26' 27" NB, 3° 34' 25" OL | 37631  | Huis met gepleisterde lijstgevel. Eenvoudige voordeuromlijsting. Dakkapel |
| Huis met gecementeerde trapgevel. De treden afgedekt met natuurstenen platen. Eenvoudige voordeuromlijsting met rozet bovenlicht | Woonhuis                  | 17e eeuw                                                                      |                                                   | Beursstraat 2                                       | 51° 26' 27" NB, 3° 34' 26" OL | 37632  | Meer afbeeldingen |
| Huis met gepleisterde lijstgevel. Eenvoudige voordeuromlijsting met tandlijst | Woonhuis                  | 18e eeuw                                                                      |                                                   | Beursstraat 6                                       | 51° 26' 27" NB, 3° 34' 26" OL | 37633  | Meer afbeeldingen |
| Huis met gepleisterde lijstgevel. Eenvoudige voordeuromlijsting met tandlijst | Woonhuis                  | 18e eeuw                                                                      |                                                   | Beursstraat 8                                       | 51° 26' 27" NB, 3° 34' 26" OL | 37634  | Meer afbeeldingen |
| Huis met gepleisterde lijstgevel. Lijstfries voorzien van consoles. Vorkankers | Woonhuis                  | 18e eeuw                                                                      |                                                   | Beursstraat 10                                      | 51° 26' 27" NB, 3° 34' 26" OL | 37635  | Meer afbeeldingen |
| Huis met brede gepleisterde lijstgevel, hoge kap en dakkapel. Twee voordeuren, gekoppeld. Kelder | Woonhuis                  | 18e eeuw                                                                      |                                                   | Beursstraat 12                                      | 51° 26' 27" NB, 3° 34' 26" OL | 37636  | Meer afbeeldingen |
| Gevangenpoort | Fort, vesting en -onderdl | eerste helft 16e eeuw                                                         |                                                   | Boulevard de Ruyter 1                               | 51° 26' 31" NB, 3° 34' 10" OL | 37637  | Meer afbeeldingen |
| Herplaatste gebeeldhouwde natuurstenen poortomlijsting bekroond door gebroken fronton met Vlissings wapen. Cartouches met emblemen en lettertekens, guirlandes en kop van een moor | Onderdeel woningen e.d.   |                                                                               |                                                   | Breewaterstraat 14                                  | 51° 26' 28" NB, 3° 34' 20" OL | 37638  | Meer afbeeldingen |
| Oostbeer | Fort, vesting en -onderdl | 1810                                                                          |                                                   | Stenen beer bij Commandoweg                         | 51° 26' 30" NB, 3° 35' 1" OL  | 37639  | Meer afbeeldingen |
| Huis met gecementeerde trapgevel. De treden afgedekt met natuurstenen platen. Voordeuromlijsting met bovenlicht (Huis verplaatst vanaf de Dam naar huidige locatie) | Woonhuis                  | 17e eeuw                                                                      |                                                   | Groenewoud 49                                       | 51° 26' 32" NB, 3° 34' 30" OL | 37640  | Meer afbeeldingen |
| Het Arsenaal | Militaire opslagplaats    | midden 19e eeuw                                                               |                                                   | Arsenaalplein 1                                     | 51° 26' 27" NB, 3° 34' 39" OL | 37641  | Meer afbeeldingen |
| Bedrijfspand met twee verdiepingen en afgeknot schilddak. Gepleisterde gevel met hijsluiken en houten onderpui met kleine roedenverdeling | Woonhuis                  | waarschijnlijk 18e eeuw                                                       |                                                   | Groenewoud 33                                       | 51° 26' 31" NB, 3° 34' 27" OL | 37643  | Meer afbeeldingen |
| Pand met verdieping en schilddak | Woonhuis                  | 17e of 16e eeuw                                                               |                                                   | Groenewoud 47                                       | 51° 26' 31" NB, 3° 34' 27" OL | 37644  | Meer afbeeldingen |
| Pand met verdieping en schilddak | Woonhuis                  | 16e eeuw                                                                      |                                                   | Groenewoud 59                                       | 51° 26' 32" NB, 3° 34' 31" OL | 37645  | Meer afbeeldingen |
| Pand met trapgevel | Woonhuis                  | 17e eeuw                                                                      |                                                   | Groenewoud 61                                       | 51° 26' 33" NB, 3° 34' 31" OL | 37646  | Meer afbeeldingen |
| Pand met verdieping. In de gevel twee ontlastingsbogen met maskerkoppen, een groot venster met 16-ruitsschuifraam en een deur met bovenlicht en eenvoudige pilasteromlijsting. Houten kroonlijst | Woonhuis                  | 17e eeuw                                                                      |                                                   | Groenewoud 65                                       | 51° 26' 33" NB, 3° 34' 31" OL | 37647  | Meer afbeeldingen |
| Huis met gepleisterde trapgevel. De treden afgedekt met natuurstenen platen. Raam van de verdieping met kleine roedenverdeling. Sier- en cijferankers (8 en 9). Voordeuromlijsting | Woonhuis                  | 17e eeuw                                                                      |                                                   | Groenewoud 101                                      | 51° 26' 36" NB, 3° 34' 36" OL | 37650  | Meer afbeeldingen |
| Pand bestaat uit twee huizen achter een gepleisterde lijstgevel | Woonhuis                  | derde kwart 19e eeuw                                                          |                                                   | Groenewoud 107                                      | 51° 26' 37" NB, 3° 34' 37" OL | 37651  | Meer afbeeldingen |
| Gepleisterd pand op de hoek van de Kleine Kerkstraat. Het huis telt een verdieping en een schilddak. De gevels met de geprofileerde, aan de hoeken afgeronde vensteromlijstingen hebben een 19e-eeuws karakter | Werk-woonhuis             | 17e eeuw                                                                      |                                                   | Groenewoud 113                                      | 51° 26' 37" NB, 3° 34' 37" OL | 37652  | Meer afbeeldingen |
| Pand met gepleisterde lijstgevel van midden-19e-eeuws karakter. Houten onderpui. In de verdieping vensters met zesruitsschuiframen. Schilddak | Woonhuis                  | mogelijk midden 19e eeuw                                                      |                                                   | Groenewoud 24                                       | 51° 26' 32" NB, 3° 34' 31" OL | 37654  | Meer afbeeldingen |
| Pand met gepleisterde lijstgevel en schilddak. Geprofileerde houten puibalk; in de verdieping twee vensters met negenruitsschuiframen | Woonhuis                  | 17e eeuw                                                                      |                                                   | Groenewoud 28                                       | 51° 26' 32" NB, 3° 34' 32" OL | 37655  | Meer afbeeldingen |
| Pand met lijstgevel van midden-19e-eeuws karakter. Deuromlijsting met gecanneleerde pilasters en hoofdgestel. Schilddak | Woonhuis                  | mogelijk midden 19e eeuw                                                      |                                                   | Groenewoud 30                                       | 51° 26' 33" NB, 3° 34' 32" OL | 37656  | Meer afbeeldingen |
| Gepleisterd hoekpand met twee verdiepingen en afgeknot schilddak. Cordonlijsten, kroonlijst met in het fries spiegels en consoles | Woonhuis                  | derde kwart 19e eeuw                                                          |                                                   | Groenewoud 34                                       | 51° 26' 33" NB, 3° 34' 32" OL | 37657  | Meer afbeeldingen |
| Pand met verdieping, hoog schilddak en lijstgevel | Woonhuis                  | derde kwart 19e eeuw                                                          |                                                   | Groenewoud 36                                       | 51° 26' 33" NB, 3° 34' 32" OL | 37658  | Meer afbeeldingen |
| Pand met curieuze gevel in electische vormen. Driedelige winkelpui, daarboven groot drielichtsvenster in geblokte boogvormige omlijsting. De bovenverdieping heeft drie vensters met spitsbogige ontlastingsbogen. De gevel heeft verder hoeklisenen en kroonlijsten | Werk-woonhuis             | 1896                                                                          |                                                   | Groenewoud 42                                       | 51° 26' 33" NB, 3° 34' 32" OL | 37659  | Meer afbeeldingen |
| Pand met verdieping, schilddak en gepleisterde lijstgevel | Woonhuis                  | derde kwart 19e eeuw (huidige vorm)                                           |                                                   | Groenewoud 44                                       | 51° 26' 33" NB, 3° 34' 32" OL | 37660  | Meer afbeeldingen |
| Pand, bestaande uit twee samengetrokken huizen achter een lijstgevel | Woonhuis                  | derde kwart 19e eeuw (huidige vorm)                                           |                                                   | Groenewoud 46                                       | 51° 26' 33" NB, 3° 34' 33" OL | 37661  | Meer afbeeldingen |
| Pand met verdieping en gepleisterde lijstgevel, die in de huidige vorm. Vensters met zesruitsschuiframen. Twee dakkapellen | Woonhuis                  | derde kwart 19e eeuw (huidige vorm)                                           |                                                   | Groenewoud 48                                       | 51° 26' 34" NB, 3° 34' 33" OL | 37662  | Meer afbeeldingen |
| Pand met verdieping en schilddak. Gebosseerd gepleisterde lijstgevel. Geprofileerde vensteromlijstingen met stucwerkkuiven, kroonlijst met fries, waarin spiegels en consoles | Woonhuis                  | derde kwart 19e eeuw (huidige vorm)                                           |                                                   | Groenewoud 50                                       | 51° 26' 34" NB, 3° 34' 33" OL | 37663  | Meer afbeeldingen |
| Pand, bestaande uit twee achter een gepleisterde lijstgevel samengetrokken oudere huizen onder schilddaken | Woonhuis                  | ca. midden 19e eeuw                                                           |                                                   | Groenewoud 52                                       | 51° 26' 34" NB, 3° 34' 33" OL | 37664  | Meer afbeeldingen |
| Pand met verdieping en schilddak. Gepleisterde lijstgevel met houten onderpui | Woonhuis                  | waarschijnlijk 18e eeuw (pand) derde kwart 19e eeuw (onderpui)                |                                                   | Groenewoud 54                                       | 51° 26' 34" NB, 3° 34' 34" OL | 37665  | Meer afbeeldingen |
| Pand met verdieping en hoog schilddak, dat aan de achterzijde wordt afgesloten door een puntgevel | Woonhuis                  | 17e eeuw                                                                      |                                                   | Groenewoud 58                                       | 51° 26' 34" NB, 3° 34' 34" OL | 37666  | Meer afbeeldingen |
| Pand met verdieping en zadeldak tussen puntgevels, evenwijdig aan de straat | Woonhuis                  | 17e of 18e eeuw                                                               |                                                   | Groenewoud 60                                       | 51° 26' 35" NB, 3° 34' 34" OL | 37667  | Meer afbeeldingen |
| Oud Hollandsch Bierhuisje | Woonhuis                  | 1625                                                                          |                                                   | Groenewoud 74                                       | 51° 26' 36" NB, 3° 34' 36" OL | 37668  | Meer afbeeldingen |
| Huis met deels geverfde, deels gepleisterde trapgevel. De treden afgedekt met natuursteen platen. Ontlastingsbogen boven de vensters van de verdieping. Voordeuromlijsting voorzien van twee tandlijstjes | Woonhuis                  | 17e-18e eeuw                                                                  |                                                   | Groenewoud 78                                       | 51° 26' 36" NB, 3° 34' 37" OL | 37669  | Meer afbeeldingen |
| Heeren Logement | Gezondheidszorg           | 18e of 19e eeuw (gasthuis) 17e eeuw (poort) 17e-19e eeuw (aanbouw)            |                                                   | Hellebardierstraat 2                                | 51° 26' 28" NB, 3° 34' 22" OL | 37670  | Meer afbeeldingen |
| Pand met rechte gevel. Zijtopgevel met vlechtingen. Dakkapel. Banden en waterlijst van rode baksteen in het gele metselwerk. Ontlastingsbogen met natuurstenen aanzetstukken gebeeldhouwde sluitstenen en verdiepte velden. Gesneden deur. Hardstenen stoeppalen | Woonhuis                  | 17e-18e eeuw                                                                  |                                                   | Hellebardierstraat 4                                | 51° 26' 29" NB, 3° 34' 23" OL | 37671  | Meer afbeeldingen |
| Gepleisterd pand met verdieping en schilddak. Voorgevel met houten kroonlijst en twee bovenvensters met zesruitsschuiframen | Woonhuis                  | midden 19e eeuw                                                               |                                                   | Hellebardierstraat 3                                | 51° 26' 28" NB, 3° 34' 20" OL | 37672  | Meer afbeeldingen |
| Huis met gepleisterde trapgevel. De treden afgedekt met natuurstenen platen. Halfronde ontlastingsbogen | Woonhuis                  | 17e eeuw                                                                      |                                                   | Hellebardierstraat 5                                | 51° 26' 28" NB, 3° 34' 21" OL | 37673  | Meer afbeeldingen |
| Pand met gecementeerde rechte gevel met dakgoot op klosjes. Eenvoudige voordeuromlijsting. Stoeptreden. Kelder. Restanten van ankerdatering en van kruisramen | Woonhuis                  | 17e eeuw                                                                      |                                                   | Hellebardierstraat 6                                | 51° 26' 29" NB, 3° 34' 23" OL | 37674  | Meer afbeeldingen |
| Huis met geverfde rechte gevel, waarschijnlijk ingekort | Woonhuis                  | 17e-18e eeuw                                                                  |                                                   | Hellebardierstraat 15                               | 51° 26' 29" NB, 3° 34' 22" OL | 37675  | Meer afbeeldingen |
| Gepleisterd hoekpand, bestaande uit parterre, verdieping en schilddak. Vensters met geprofileerde omlijstingen en kuiven van stucwerk. Kroonlijst met in het fries spiegels en consoles | Woonhuis                  | derde kwart 19e eeuw                                                          |                                                   | Hendrikstraat 4                                     | 51° 26' 33" NB, 3° 34' 45" OL | 37676  | Meer afbeeldingen |
| Vijf traveeën breed pand; de gevel met zijpilasters en risalerende middentravee, bekroond door boogfronton. Fraai beeldhouwwerk aan de middenpartij, n.l. voordeur, deurkalf, paneelvulling in de zijposten, voluten, festoenen en kuifstuk om het middenvenster. Fraaie, gesneden lijstconsoles. Stoep met smeedijzeren hek                                                          | Woonhuis                  |                                                                               |                                                   | Hendrikstraat 12                                    | 51° 26' 34" NB, 3° 34' 44" OL | 37677  | Meer afbeeldingen |
| Beeldenhuis | Woonhuis                  | 1730                                                                          | J.P. van Baurscheit de Jonge                      | Hendrikstraat 25                                    | 51° 26' 33" NB, 3° 34' 43" OL | 37678  | Meer afbeeldingen |
| Pand met gepleisterde gevel onder rechte kroonlijst. Twee sierankers. Houten winkelpui van convex beloop met gietijzeren zuiltjes | Werk-woonhuis             | 17e eeuw (pand) middne 19e eeuw (winkelpui)                                   |                                                   | Sint Jacobsstraat 5                                 | 51° 26' 35" NB, 3° 34' 29" OL | 37680  | Meer afbeeldingen |
| Pand met lijstgevel van geglazuurde steen in enigszins neo-gotische vormgeving. De vensters van de verdieping hebben geprofileerde ontlastingsbogen, waarboven een geprofileerde waterlijst. Onder de gootlijst een rondboogfries. Acht sierankers. Onderpui met gietijzeren zuiltjes                                                                                                 | Werk-woonhuis             | laatste kwart 19e eeuw                                                        |                                                   | Sint Jacobsstraat 9                                 | 51° 26' 35" NB, 3° 34' 29" OL | 37681  | Meer afbeeldingen |
| Huis met gepleisterde lijstgevel. Dakkapel. Piron. Zijgevel met uitbouw oorspronkelijk pothuis, aan de zijde van de Lepelstraat. Winkelpui | Woonhuis                  | 17e-18e eeuw                                                                  |                                                   | Sint Jacobsstraat 2                                 | 51° 26' 35" NB, 3° 34' 30" OL | 37682  | Huis met gepleisterde lijstgevel. Dakkapel. Piron. Zijgevel met uitbouw oorspronkelijk pothuis, aan de zijde van de Lepelstraat. Winkelpui                                                  |
| De drie tonnetjes | Woonhuis                  | 17e-19e eeuw                                                                  |                                                   | Sint Jacobsstraat 4                                 | 51° 26' 35" NB, 3° 34' 30" OL | 37683  | Meer afbeeldingen |
| Huis met gepleisterde lijstgevel. Dakkapel. Moderne winkelpui | Woonhuis                  | 17e-19e eeuw                                                                  |                                                   | Sint Jacobsstraat 6                                 | 51° 26' 35" NB, 3° 34' 30" OL | 37684  | Meer afbeeldingen |
| Huis met lijstgevel. Dakkapel. Moderne winkelpui. Gevelsteen met afbeelding van kerktoren en met inscriptie, luidend: "der bossche torenbou / die heb ick hier doen stellen / ter eeren van nassou / tot spit al syn rebellen" | Werk-woonhuis             | 17e-19e eeuw                                                                  |                                                   | Sint Jacobsstraat 10                                | 51° 26' 35" NB, 3° 34' 30" OL | 37685  | Meer afbeeldingen |
| Huis met gepleisterde lijstgevel. Dakkapel. Ankers. Moderne winkelpui | Woonhuis                  | 18e eeuw                                                                      |                                                   | Sint Jacobsstraat 12                                | 51° 26' 35" NB, 3° 34' 30" OL | 37686  | Meer afbeeldingen |
| Huis met gepleisterde rechte gevel. Gootlijst op klosjes. Moderne winkelpui | Woonhuis                  | 17e eeuw                                                                      |                                                   | Sint Jacobsstraat 14                                | 51° 26' 35" NB, 3° 34' 30" OL | 37687  | Meer afbeeldingen |
| Huis met gedeeltelijk gecementeerde trapgevel. De treden afgedekt met natuurstenen platen. Moderne winkelpui | Woonhuis                  | 17e eeuw                                                                      |                                                   | Sint Jacobsstraat 17                                | 51° 26' 36" NB, 3° 34' 30" OL | 37688  | Meer afbeeldingen |
| Huis met gecementeerde trapgevel. De treden afgedekt met natuurstenen platen. Cijferankers (163). Moderne pui | Woonhuis                  | 17e eeuw                                                                      |                                                   | Sint Jacobsstraat 29                                | 51° 26' 37" NB, 3° 34' 31" OL | 37689  | Meer afbeeldingen |
| Huis met gepleisterde lijstgevel. Dakkapel. Winkelpui. Aan de zijde van "Achter de Kerk" is dit pand ongenummerd. Het heeft er een gepleisterde lijstgevel, twee dakkapellen. Dubbele voordeur in omlijsting | Werk-woonhuis             | 18e-19e eeuw                                                                  |                                                   | Kerkstraat 10                                       | 51° 26' 33" NB, 3° 34' 26" OL | 37690  | Meer afbeeldingen |
| Huis met gepleisterde lijstgevel. Moderne winkelpui | Woonhuis                  | 17e-19e eeuw                                                                  |                                                   | Kerkstraat 11                                       | 51° 26' 33" NB, 3° 34' 25" OL | 37691  | Meer afbeeldingen |
| Huis met gedeeltelijk ontpleisterde trapgevel. De treden afgedekt met natuurstenen platen. Waterlijsten. Boven de vensters accoladebogen, die een paar ontlastingsboogjes omvatten | Woonhuis                  | 17e eeuw                                                                      |                                                   | Weteringstraat 8                                    | 51° 26' 34" NB, 3° 34' 32" OL | 37692  | Huis met gedeeltelijk ontpleisterde trapgevel. De treden afgedekt met natuurstenen platen. Waterlijsten. Boven de vensters accoladebogen, die een paar ontlastingsboogjes omvatten          |
| Pand onder pannen zadeldak. Bevat toegangspoort tot het er achter gelegen hofje | Woonhuis                  | 17e eeuw                                                                      |                                                   | Kalkhokstraat 1                                     | 51° 26' 33" NB, 3° 34' 49" OL | 37693  | Meer afbeeldingen |
| Pand met gepleisterde gevel onder rechte kroonlijst. In de verdieping drie vensters met zesruitsschuiframen. Kroonlijst met consoles | Woonhuis                  | derde kwart 19e eeuw (huidige uiterlijk)                                      |                                                   | Korenstraat 16                                      | 51° 26' 33" NB, 3° 34' 49" OL | 37694  | Meer afbeeldingen |
| Cornelia Quackshofje | Sociale zorg, liefdadigh. | 1643 vernieuwd in 1786,1823,1950,1980                                         |                                                   | Zeemanserve bij 24                                  | 51° 26' 38" NB, 3° 34' 24" OL | 37695  | Meer afbeeldingen |
| Dwarshuis onder pannen zadeldak met rechts een puntgevel. Twee vensters met 12-ruitsschuiframen. Twee dakkapellen | Woonhuis                  | eerste helft 19e eeuw                                                         |                                                   | Koudenhoek 44                                       | 51° 26' 35" NB, 3° 34' 47" OL | 37696  | Dwarshuis onder pannen zadeldak met rechts een puntgevel. Twee vensters met 12-ruitsschuiframen. Twee dakkapellen                                                                           |
| Pand met verdieping en schilddak. Deur met snijwerk, bovenlicht en pilasteromlijsting met hoofdgestel. Houten kroonlijst | Woonhuis                  | eerste helft 19e eeuw                                                         |                                                   | Koudenhoek 46                                       | 51° 26' 37" NB, 3° 34' 48" OL | 37697  | Pand met verdieping en schilddak. Deur met snijwerk, bovenlicht en pilasteromlijsting met hoofdgestel. Houten kroonlijst                                                                    |
| Huis met gepleisterde lijstgevel, aan de hoeken ingezwenkt. Dubbele voordeur, gekoppeld | Woonhuis                  | 17e-19e eeuw                                                                  |                                                   | Lepelstraat 2                                       | 51° 26' 34" NB, 3° 34' 31" OL | 37698  | Meer afbeeldingen |
| Huis met gepleisterde lijstgevel. Dubbele voordeur, gekoppeld | Woonhuis                  | 18e eeuw                                                                      |                                                   | Lepelstraat 4                                       | 51° 26' 34" NB, 3° 34' 31" OL | 37699  | Meer afbeeldingen |
| Huis met gepleisterde lijstgevel. Nok evenwijdig aan straat. Dakkapel | Woonhuis                  | 17e-19e eeuw                                                                  |                                                   | Lepelstraat 6                                       | 51° 26' 34" NB, 3° 34' 31" OL | 37700  | Meer afbeeldingen |
| Pand met verdieping en schilddak, in jaartalankers gedateerd. Gepleisterde gevel met houten gootlijst op klossen. Deuromlijsting met verdiepte pilasters en hoofdgestel | Woonhuis                  | 1611                                                                          |                                                   | Molenstraat 17                                      | 51° 26' 34" NB, 3° 34' 19" OL | 37702  | Meer afbeeldingen |
| Pand met verdieping en schilddak. Gepleisterde gevels met zware houten kroonlijsten. Het uiterlijk van het pand met geprofileerde omlijsting op consoles om het bovenste deel van de flauw getoogde vensters | Woonhuis                  | derde kwart van de 19e eeuw                                                   |                                                   | Molenstraat 27                                      | 51° 26' 35" NB, 3° 34' 18" OL | 37703  | Meer afbeeldingen |
| Pand met restant van trapgevel | Werk-woonhuis             | 17e eeuw (trapgevel)                                                          |                                                   | Molenstraat 29                                      | 51° 26' 35" NB, 3° 34' 18" OL | 37704  | Meer afbeeldingen |
| Pakhuis onder zadeldak, in huidige toestand aan de straatzijde afgewolfd. De bepleisterde, verminkte gevel bezit interessante details; kruisramen; waterlijsten | Woonhuis                  |                                                                               |                                                   | Molenstraat 39                                      | 51° 26' 36" NB, 3° 34' 17" OL | 37705  | Meer afbeeldingen |
| Huis met rechte gevel van rode baksteen. In het metselwerk gele banden en gele blokken in de ontlastingsbogen boven de vensters. Stoeptrapje | Woonhuis                  | 17e-18e eeuw                                                                  |                                                   | Molenstraat 43                                      | 51° 26' 36" NB, 3° 34' 17" OL | 37706  | Meer afbeeldingen |
| Huis met gedeeltelijk afgeknotte trapgevel, restanten van bepleistering. Bovengedeelte enigszins overkragend op puibalk met 17e-eeuwse knorrenversiering. Rozetbovenlicht. Schuin kelderluik, stoep en stoeptreden | Woonhuis                  | 17e eeuw                                                                      |                                                   | Molenstraat 45                                      | 51° 26' 36" NB, 3° 34' 17" OL | 37707  | Meer afbeeldingen |
| Huis met geverfde lijstgevel, aan de hoeken ingezwenkt. Kalf en tandlijst. Stoeptreden | Woonhuis                  | 18e eeuw                                                                      |                                                   | Molenstraat 49                                      | 51° 26' 36" NB, 3° 34' 17" OL | 37708  | Meer afbeeldingen |
| Huis met gerestaureerde trapgevel. De treden afgedekt met natuurstenen platen. Banden en ontlastingsbogen van rode baksteen in het gele metselwerk. Sier- en jaartalankers. Gesneden deur en bovenlicht. Stoeptreden | Woonhuis                  | 1631                                                                          |                                                   | Molenstraat 55                                      | 51° 26' 36" NB, 3° 34' 17" OL | 37709  | Meer afbeeldingen |
| Huis met gecementeerde topgevel. Twee kogels ingemetseld | Woonhuis                  | 18e eeuw                                                                      |                                                   | Molenstraat 57                                      | 51° 26' 36" NB, 3° 34' 17" OL | 37710  | Meer afbeeldingen |
| Huis met gepleisterde lijstgevel. Nieuwe cafépui met witte glazuursteen. Het oude huis van twee traveeën aan de rechterzijde met een travee vergroot, achter gecombineerde gevel, de uitbreiding vlak afgedekt | Woonhuis                  | 18e-19e eeuw                                                                  |                                                   | Nieuwendijk 1                                       | 51° 26' 28" NB, 3° 34' 29" OL | 37711  | Upload foto |
| Hoekpand van Bellamypark-Nieuwendijk. Daarnaast lijstgevel met restant van jaartalanker. Dakkapel. Sierankers | Woonhuis                  | 18e-19e eeuw                                                                  |                                                   | Nieuwendijk bij 1                                   | 51° 26' 28" NB, 3° 34' 29" OL | 37712  | Meer afbeeldingen |
| Huis met lijstgevel. Lijstfries voorzien van dubbele tandlijst, panelen en klosjes. Schilddak aan straatzijde met twee houten pirons. Getoogde empire vensters met middenstijl | Werk-woonhuis             | 18e-19e eeuw                                                                  |                                                   | Nieuwendijk 7                                       | 51° 26' 28" NB, 3° 34' 31" OL | 37713  | Meer afbeeldingen |
| Huis met geverfde vernieuwde lijstgevel en schilddak. Moderne onderbouw | Woonhuis                  |                                                                               |                                                   | Nieuwendijk 9                                       | 51° 26' 28" NB, 3° 34' 31" OL | 37714  | Meer afbeeldingen |
| Lampsinshuis | Woonhuis                  | 1641 (datering)                                                               |                                                   | Nieuwendijk 11                                      | 51° 26' 29" NB, 3° 34' 31" OL | 37715  | Meer afbeeldingen |
| Huis met gerestaureerde trapgevel, boogvormig beëindigd | Woonhuis                  | 17e-20e eeuw                                                                  |                                                   | Nieuwendijk 15                                      | 51° 26' 29" NB, 3° 34' 32" OL | 37716  | Meer afbeeldingen |
| Huis met gerestaureerde trapgevel, bekroond door overhoekse pinakel. De treden afgedekt met natuurstenen platen. Waterlijsten. Boven ieder venster een paar boogjes gevat in grotere afgeplatte boog. Boogjes evenals banden en hoekdecoratie van rode baksteen | Woonhuis                  | 17e eeuw (onderbouw aangepast)                                                |                                                   | Nieuwendijk 17                                      | 51° 26' 29" NB, 3° 34' 32" OL | 37717  | Meer afbeeldingen |
| Huis met tweede helft 19e-eeuwse gepleisterde lijstgevel. Dakkapel. Waterlijst. Winkelpui | Woonhuis                  | laatste helft 19e eeuw                                                        |                                                   | Nieuwendijk 19                                      | 51° 26' 29" NB, 3° 34' 32" OL | 37718  | Meer afbeeldingen |
| Huis met gecementeerde topgevel. Windvaan. Waterlijsten. Een in rococo omlijsting gevat en door twee dieren opgehouden alliantiewapen in houtsnijwerk bevindt zich in de top, in een rechthoekig vak beneden de hijsbalk | Opslag                    | 18e eeuw                                                                      |                                                   | Nieuwendijk 41                                      | 51° 26' 31" NB, 3° 34' 36" OL | 37719  | Meer afbeeldingen |
| Pand met verdieping, zolderverdieping en schilddak. Gepleisterde gevel onder rechte houten kroonlijst. Winkelpui | Woonhuis                  | 16e of 17e eeuw (pand) kroonlijst (midden 19e eeuw) eind 19e eeuw (winkelpui) |                                                   | Nieuwendijk 63                                      | 51° 26' 31" NB, 3° 34' 36" OL | 37720  | Meer afbeeldingen |
| Pand met verdieping en schilddak. Gevel met houten kroonlijst, dakkapel met zijstukken | Woonhuis                  | 17e of 18e eeuw                                                               |                                                   | Nieuwendijk 63                                      | 51° 26' 31" NB, 3° 34' 36" OL | 37721  | Pand met verdieping en schilddak. Gevel met houten kroonlijst, dakkapel met zijstukken |
| Huis met gepleisterde lijstgevel. Dakkapel. Stoeptreden en stoephekken. Geen monument (meer) | Werk-woonhuis             | 19e/20e eeuw of eerder                                                        |                                                   | Nieuwstraat 1                                       | 51° 26' 30" NB, 3° 34' 28" OL | 37722  | Meer afbeeldingen |
| Huis met gepleisterde rechte gevel. Gootlijst op klosjes. Bedrijfsruimte op begane grond | Woonhuis                  | 18e eeuw                                                                      |                                                   | Nieuwstraat 3                                       | 51° 26' 30" NB, 3° 34' 28" OL | 37723  | Meer afbeeldingen |
| Hoekpand met gepleisterde lijstgevel. Gevel gewijzigd door het inbrengen van een winkeldeur en etalageruimte plm. 1900 en balkon boven de winkeldeur 20e eeuw. Woonhuisingang aan de Provoostraat | Woonhuis                  | 18e eeuw                                                                      |                                                   | Nieuwstraat 5                                       | 51° 26' 30" NB, 3° 34' 29" OL | 37724  | Meer afbeeldingen |
| Huis met gepleisterde lijstgevel. Vernieuwde kap. Dakkapel. Eenvoudige voordeuromlijsting | Woonhuis                  | 17e-18e eeuw                                                                  |                                                   | Nieuwstraat 11                                      | 51° 26' 30" NB, 3° 34' 29" OL | 37725  | Meer afbeeldingen |
| Huis met gepleisterde lijstgevel, aan de hoeken ingezwenkt. Dakkapel | Woonhuis                  | 17e-18e eeuw                                                                  |                                                   | Nieuwstraat 13                                      | 51° 26' 31" NB, 3° 34' 30" OL | 37726  | Meer afbeeldingen |
| Huis met gepleisterde trapgevel. De treden afgedekt met natuurstenen platen | Woonhuis                  | 17e eeuw                                                                      |                                                   | Nieuwstraat 15                                      | 51° 26' 31" NB, 3° 34' 30" OL | 37727  | Meer afbeeldingen |
| Huis met trapgevel. Natuurstenen waterlijst en dito banden. Onderbouw (bedrijfsruimte) vernieuwd | Woonhuis                  | 17e eeuw                                                                      |                                                   | Nieuwstraat 17                                      | 51° 26' 31" NB, 3° 34' 30" OL | 37728  | Meer afbeeldingen |
| Huis met gepleisterde lijstgevel. Dakkapel. Voordeuromlijsting | Woonhuis                  | 18e eeuw                                                                      |                                                   | Nieuwstraat 19                                      | 51° 26' 31" NB, 3° 34' 30" OL | 37729  | Meer afbeeldingen |
| Huis met gepleisterde lijstgevel, aan de hoeken ingezwenkt. Dakkapel. Voordeuromlijsting. Aan de achterzijde een ontpleisterde trapgevel | Woonhuis                  | 17e-18e eeuw                                                                  |                                                   | Nieuwstraat 23                                      | 51° 26' 31" NB, 3° 34' 31" OL | 37730  | Meer afbeeldingen |
| Huis met gepleisterde lijstgevel, aan de hoeken ingezwenkt. Dakkapel. Eenvoudige voordeuromlijsting | Woonhuis                  | 18e eeuw                                                                      |                                                   | Nieuwstraat 25                                      | 51° 26' 31" NB, 3° 34' 31" OL | 37731  | Meer afbeeldingen |
| Huis met gepleisterde lijstgevel. Eenvoudige voordeuromlijsting. Stoep | Woonhuis                  | 1650 (jaartalankers)                                                          |                                                   | Nieuwstraat 27                                      | 51° 26' 31" NB, 3° 34' 32" OL | 37732  | Meer afbeeldingen |
| Huis met geverfde lijstgevel, aan de hoeken ingezwenkt. Lijstfries gebeeldhouwde cartouches en gebeeldhouwde consoles. Staafankers. Empire vensters met middenstijl. Voordeuromlijsting met snijwerk en bovenlicht. Geverfd jaartal. Stoep en hardstenen paal | Woonhuis                  | 1614 (jaartal)                                                                |                                                   | Nieuwstraat 29                                      | 51° 26' 31" NB, 3° 34' 32" OL | 37733  | Meer afbeeldingen |
| Pand met verdieping en schilddak. Gevel onder houten kroonlijst. De verdiepingsvensters hebben zesruitsschuiframen | Werk-woonhuis             | midden 19e eeuw                                                               |                                                   | Nieuwstraat 41                                      | 51° 26' 32" NB, 3° 34' 34" OL | 37734  | Meer afbeeldingen |
| Pand met verdieping en schilddak. Gevel onder rechte lijst, die met de gevel van nr 51 een geheel vormt. De verdiepingsvensters hebben 12-ruitsschuiframen. Dubbele deuromlijsting met pilasters en hoofdgestel | Woonhuis                  | 19e eeuw (huidige vorm)                                                       |                                                   | Nieuwstraat 49                                      | 51° 26' 33" NB, 3° 34' 35" OL | 37735  | Meer afbeeldingen |
| Pand met verdieping en schilddak. Gevel onder rechte kroonlijst, die me de gevel van nr 49 een geheel vormt. De verdiepingsvensters hebben ontlastingsbogen en twaalfruitsschuiframen.Dubbele deuromlijsting met pilasters en hoofdgestel | Woonhuis                  | 19e eeuw (huidige vorm)                                                       |                                                   | Nieuwstraat 51                                      | 51° 26' 33" NB, 3° 34' 35" OL | 37736  | Meer afbeeldingen |
| Pand met verdieping en schilddak. Gepleisterde gevel onder rechte kroonlijst. Houten onderpui met pilasters | Woonhuis                  | derde kwart 19e eeuw (huidige vorm)                                           |                                                   | Nieuwstraat 53                                      | 51° 26' 33" NB, 3° 34' 35" OL | 37737  | Meer afbeeldingen |
| Pand met verdieping en schilddak. Gepleisterde gevel onder rechte kroonlijst. Houten onderpui met pilasters | Woonhuis                  | derde kwart 19e eeuw (huidige vorm)                                           |                                                   | Nieuwstraat 55                                      | 51° 26' 33" NB, 3° 34' 35" OL | 37738  | Meer afbeeldingen |
| Pand met gepleisterde trapgevel. Enkele der trappen zijn door een afschuining vervangen | Opslag                    | 17e eeuw                                                                      |                                                   | Nieuwstraat 59                                      | 51° 26' 33" NB, 3° 34' 36" OL | 37739  | Meer afbeeldingen |
| Huis met gepleisterde lijstgevel | Woonhuis                  | 18e-19e eeuw                                                                  |                                                   | Nieuwstraat 24                                      | 51° 26' 29" NB, 3° 34' 28" OL | 37740  | Meer afbeeldingen |
| Dubbel pakhuis met lijstgevel. Een paar dakkapellen met hijsbalken. Boogvensters en boogdeuren met natuurstenen blokken op de hoeken en in de boog | Opslag                    | 18e eeuw                                                                      |                                                   | Nieuwstraat 26                                      | 51° 26' 29" NB, 3° 34' 28" OL | 37741  | Meer afbeeldingen |
| Huis met gepleisterde lijstgevel. Twee voordeuren; de linkse met omlijsting. Op de verdieping vensters met kleine roedenverdeling | Woonhuis                  | 17e-18e eeuw                                                                  |                                                   | Nieuwstraat 30                                      | 51° 26' 29" NB, 3° 34' 28" OL | 37742  | Meer afbeeldingen |
| Huis met gepleisterde lijstgevel. Nok evenwijdig aan de straat. Voordeuromlijsting en toegang tot bedrijfsruimte | Woonhuis                  | 18e eeuw                                                                      |                                                   | Nieuwstraat 38                                      | 51° 26' 30" NB, 3° 34' 31" OL | 37743  | Meer afbeeldingen |
| Huis met lijstgevel. Nok evenwijdig aan de straat. Voordeuromlijsting | Woonhuis                  | 17e-18e eeuw                                                                  |                                                   | Nieuwstraat 90                                      | 51° 26' 29" NB, 3° 34' 28" OL | 37744  | Meer afbeeldingen |
| De Lombert | Woonhuis                  | 17e-18e eeuw                                                                  |                                                   | Nieuwstraat 106                                     | 51° 26' 30" NB, 3° 34' 32" OL | 37745  | De Lombert |
| Pand met verdieping en hoog schilddak. Gebosseerd gepleisterde lijstgevel, derde kwart 19e eeuw, met geprofileerde vensteromlijstingen, bekroond door kuiven van stucwerk. Kroonlijst met spiegels en consoles in het fries | Woonhuis                  | 16e of 17e eeuw                                                               |                                                   | Nieuwstraat 122                                     | 51° 26' 31" NB, 3° 34' 34" OL | 37746  | Meer afbeeldingen |
| Huis met 19e-eeuwse bepleisterde lijstgevel. Fraaie kap. Nok evenwijdig aan de straat. Dakkapel. Getoogde vensters. Geen monument (meer) | Woonhuis                  | 17e-19e eeuw                                                                  |                                                   | Nieuwstraat 164                                     | 51° 26' 32" NB, 3° 34' 35" OL | 37747  | Huis met 19e-eeuwse bepleisterde lijstgevel. Fraaie kap. Nok evenwijdig aan de straat. Dakkapel. Getoogde vensters. Geen monument (meer)                                                    |
| Huis gepleisterde lijstgevel. Vensters met afgeronde hoeken. Dakkapel. Dubbele voordeur | Woonhuis                  | 19e eeuw met oudere kern                                                      |                                                   | Nieuwstraat 174                                     | 51° 26' 32" NB, 3° 34' 35" OL | 37748  | Huis gepleisterde lijstgevel. Vensters met afgeronde hoeken. Dakkapel. Dubbele voordeur |
| Huis met gepleisterde trapgevel. De treden afgedekt met natuurstenen platen. Eenvoudige voordeurlijsting | Woonhuis                  | 17e eeuw                                                                      |                                                   | Nieuwstraat 178                                     | 51° 26' 32" NB, 3° 34' 36" OL | 37749  | Huis met gepleisterde trapgevel. De treden afgedekt met natuurstenen platen. Eenvoudige voordeurlijsting                                                                                    |
| Gepleisterd hoekpandmet gevels onder rechte kroonlijsten. In de zijgevel een deur met omlijsting van pilasters en hoofdgestel, bovenlicht en stoep | Woonhuis                  | 19e eeuw (huidige vorm)                                                       |                                                   | Nieuwstraat 222                                     | 51° 26' 34" NB, 3° 34' 39" OL | 37750  | Meer afbeeldingen |
| Oranjekazerne | Militair verblijfsgebouw  | 1849 (steen)                                                                  |                                                   | Oranjestraat 8                                      | 51° 26' 29" NB, 3° 34' 46" OL | 37751  | Meer afbeeldingen |
| Grote of Sint-Jacobskerk | Kerk en kerkonderdeel     | 14e-16e eeuw                                                                  |                                                   | Oude Markt 2                                        | 51° 26' 34" NB, 3° 34' 28" OL | 37752  | Meer afbeeldingen |
| Toren Grote of Sint-Jacobskerk | Kerk en kerkonderdeel     | mogelijk midden 14e eeuw                                                      |                                                   | Oude Markt 4                                        | 51° 26' 34" NB, 3° 34' 28" OL | 37753  | Meer afbeeldingen |
| Huis met rechte gepleisterde gevel. Dakkapel. Op de hoek met Kerkstraat 1: moderne winkelpui. Kelderlichten | Werk-woonhuis             | 17e-18e eeuw                                                                  |                                                   | Oude Markt 1                                        | 51° 26' 34" NB, 3° 34' 25" OL | 37754  | Meer afbeeldingen |
| Huis met gepleisterde rechte gevel. Dakluik met hijsbalk. Kelderlichten | Woonhuis                  | 17e-19e eeuw                                                                  |                                                   | Oude Markt 3                                        | 51° 26' 34" NB, 3° 34' 25" OL | 37755  | Meer afbeeldingen |
| Huis met geverfde rechte gevel. Dakkapel. Gootlijst op klosjes. Boven de ingang op verdiepinghoogte een rechthoekige blinde vensternis | Woonhuis                  | 18e eeuw                                                                      |                                                   | Oude Markt 8                                        | 51° 26' 34" NB, 3° 34' 27" OL | 37756  | Meer afbeeldingen |
| Huis met geverfde rechte gevel. Op de verdieping vensters met roedenverdeling. Moderne winkelpui | Woonhuis                  | 18e eeuw                                                                      |                                                   | Oude Markt 10                                       | 51° 26' 34" NB, 3° 34' 27" OL | 37757  | Meer afbeeldingen |
| 't Ouwe Martje | Woonhuis                  | 18e eeuw                                                                      |                                                   | Oude Markt 12                                       | 51° 26' 34" NB, 3° 34' 27" OL | 37758  | Meer afbeeldingen |
| Hoekpand met gepleisterde lijstgevel. Op de hoek afgeschuind en aan die zijde een dakkapel. Moderne winkelpui | Woonhuis                  | 19e eeuw                                                                      |                                                   | Oude Markt 16                                       | 51° 26' 35" NB, 3° 34' 29" OL | 37759  | Meer afbeeldingen |
| Huis met tweede helft 19e eeuw gepleisterde lijstgevel. Moderne winkelpui | Woonhuis                  | 19e eeuw, oude kern                                                           |                                                   | Oude Markt 18                                       | 51° 26' 35" NB, 3° 34' 28" OL | 37760  | Meer afbeeldingen |
| Huis met gepleisterde lijstgevel; lijst met klosjes. Moderne winkelpui en gewijzigd verdiepingsvenster | Woonhuis                  | 19e eeuw                                                                      |                                                   | Oude Markt 22                                       | 51° 26' 35" NB, 3° 34' 28" OL | 37761  | Meer afbeeldingen |
| Huis met tweede helft 19e eeuw gepleisterde rechte gevel. Gootlijst op consoles. Dakkapel. Moderne winkelpui | Woonhuis                  | 19e eeuw                                                                      |                                                   | Oude Markt 24                                       | 51° 26' 35" NB, 3° 34' 27" OL | 37762  | Meer afbeeldingen |
| Arsenaal | Militaire opslagplaats    | 17e eeuw                                                                      |                                                   | Paardenstraat 2                                     | 51° 26' 31" NB, 3° 34' 54" OL | 37763  | Meer afbeeldingen |
| Huis met gepleisterde lijstgevel. Nok evenwijdig aan de straat. Twee dakkapellen. Vernieuwde onderbouw met lijst | Woonhuis                  | 1661                                                                          |                                                   | Palingstraat 11                                     | 51° 26' 35" NB, 3° 34' 46" OL | 37764  | Meer afbeeldingen |
| Huis met gepleisterde puntgevel. Aanzet van de top met natuurstenen platen. Houten kruiskozijnen, waarboven een paar ontlastingsboogjes, gevat in accoladeboog. Kruiskozijnen op zolder en vliering. Waterlijsten. Winkelpui met houten lijst. In de Korenstraat zijgevel met goot op klosjes                                                                                         | Woonhuis                  | 1651 (cijferankers)                                                           |                                                   | Palingstraat 44                                     | 51° 26' 34" NB, 3° 34' 49" OL | 37765  | Meer afbeeldingen |
| Gepleisterd pand ter breedte van acht vensterassen en met verdieping. Flauw getoogde vensters met zesruitsschuiframen. Kroonlijst met geschulpte rand, boven de middenrisaliet en de zijgevels driehoekig oplopend | Handel en kantoor         | derde kwart 19e eeuw                                                          |                                                   | Prins Hendrikweg 3                                  | 51° 26' 54" NB, 3° 35' 34" OL | 37766  | Meer afbeeldingen |
| Pakhuis met nok evenwijdig aan de straat. Boven de vensters een paar ontlastingsboogjes gevat in accoladeboog. Banden van siermetselwerk en decoratieve figuren van rode baksteen in het gele metselwerk. Houten kruiskozijnen met diefijzers | Opslag                    |                                                                               |                                                   | Weteringstraat 21                                   | 51° 26' 36" NB, 3° 34' 32" OL | 37767  | Meer afbeeldingen |
| Pakhuis met nok evenwijdig aan de straat. Puibalk | Opslag                    |                                                                               |                                                   | Weteringstraat 19A                                  | 51° 26' 36" NB, 3° 34' 33" OL | 37768  | Pakhuis met nok evenwijdig aan de straat. Puibalk |
| Huis met gepleisterde lijstgevel. Staafankers | Woonhuis                  | 19e eeuw, oudere kern                                                         |                                                   | Sarazijnstraat 5                                    | 51° 26' 28" NB, 3° 34' 30" OL | 37769  | Huis met gepleisterde lijstgevel. Staafankers |
| Perceelsgedeelte met gepleisterde rechte gevel. Gootlijst op klossen. Schilddak. Kelderluik | Woonhuis                  | 18e eeuw                                                                      |                                                   | Sarazijnstraat 9                                    | 51° 26' 29" NB, 3° 34' 29" OL | 37770  | Perceelsgedeelte met gepleisterde rechte gevel. Gootlijst op klossen. Schilddak. Kelderluik                                                                                                 |
| Huis met rechte gevel. Dakkapel. Nok evenwijdig aan de straat. Zijtop met vlechtingen. Achterzijde van Bellamypark 12 | Woonhuis                  | 18e eeuw                                                                      |                                                   | Sarazijnstraat bij 11                               | 51° 26' 29" NB, 3° 34' 29" OL | 37771  | Meer afbeeldingen |
| Huis met rechte gevel. Gootlijst op klosjes. Zadeldak, met nok evenwijdig aan de straat. In de zijtopgevels vlechtingen. De verdiepingen uitgekraagd op geprofileerde puibalk, rustend op consoles, versierd met gebeeldhouwde kopjes. Rode banden en rode ontlastingsbogen boven de vensters in het gele metselwerk. Vensters met kleine roedenverdeling. Kelderluik met stoeptreden | Woonhuis                  | 17e eeuw                                                                      |                                                   | Sarazijnstraat 13                                   | 51° 26' 29" NB, 3° 34' 29" OL | 37772  | Meer afbeeldingen |
| Huis met rechte gevel. Gootlijst op klosjes. Zadeldak met nok evenwijdig aan de straat. De verdieping uitgekraagd op geprofileerde puibalk, rustend op consoles met gesneden bladmotief. Ramen der verdieping met kleine roedenverdeling | Woonhuis                  | 17e eeuw                                                                      |                                                   | Sarazijnstraat 15                                   | 51° 26' 29" NB, 3° 34' 29" OL | 37773  | Meer afbeeldingen |
| Logegebouw: huis met gepleisterde (gemutileerde) trapgevel | Woonhuis                  | 17e eeuw                                                                      |                                                   | Branderijstraat 22                                  | 51° 26' 33" NB, 3° 34' 30" OL | 37774  | Meer afbeeldingen |
| Logegebouw: huis met gecementeerde trapgevel. De treden afgedekt met natuurstenen platen. Waterlijst | Woonhuis                  | 17e eeuw                                                                      |                                                   | Branderijstraat 24                                  | 51° 26' 33" NB, 3° 34' 30" OL | 37775  | Meer afbeeldingen |
| Huis met gecementeerde trapgevel. De treden afgedekt met natuurstenen platen. Waterlijsten | Woonhuis                  | 17e eeuw                                                                      |                                                   | Scherminkelstraat 33                                | 51° 26' 41" NB, 3° 34' 21" OL | 37776  | Meer afbeeldingen |
| Pand met gepleisterde puntgevel | Woonhuis                  | wellicht 17e eeuw (kern)                                                      |                                                   | Slijkstraat 29                                      | 51° 26' 34" NB, 3° 34' 14" OL | 37778  | Pand met gepleisterde puntgevel |
| Pand met lijstgevel. Deurpartij met verdiepte pilasters, hoofdgestel en bovenlicht. Vensters met 12-ruits- en 9-ruitsschuiframen | Woonhuis                  | midden 18e eeuw                                                               |                                                   | Slijkstraat 33                                      | 51° 26' 34" NB, 3° 34' 14" OL | 37779  | Meer afbeeldingen |
| Pand met verdieping en schilddak. Gepleisterde gevel met houten kroonlijst en bovenvensters met zesruitsschuiframen | Woonhuis                  | eerste helft 19e eeuw                                                         |                                                   | Slijkstraat 35                                      | 51° 26' 35" NB, 3° 34' 14" OL | 37780  | Meer afbeeldingen |
| Pakhuisje met zadeldak en gepleisterde puntgevel | Opslag                    | 18e eeuw                                                                      |                                                   | Slijkstraat 39                                      | 51° 26' 35" NB, 3° 34' 14" OL | 37781  | Meer afbeeldingen |
| Pand met verdieping en gepleisterde gevel onder houten kroonlijst. In de verdieping vensters met negenruitsschuiframen. Houten onderpui | Werk-woonhuis             | midden 19e eeuw (huidige vorm)                                                |                                                   | Slijkstraat 24                                      | 51° 26' 36" NB, 3° 34' 15" OL | 37782  | Meer afbeeldingen |
| Huis met gecementeerde lijstgevel, aan de hoeken ingezwenkt. Jaartalankers (1589). Aansluitend een smal trapgeveltje | Woonhuis                  | 17e-18e eeuw                                                                  |                                                   | Slijkstraat 26                                      | 51° 26' 36" NB, 3° 34' 14" OL | 37783  | Meer afbeeldingen |
| Huis met gecementeerde trapgevel. De treden afgedekt met natuurstenen platen. Toegang tot werkruimte | Werk-woonhuis             | 17e-18e eeuw                                                                  |                                                   | Slijkstraat 28                                      | 51° 26' 36" NB, 3° 34' 14" OL | 37784  | Meer afbeeldingen |
| Pand met verdieping en schilddak. Gepleisterde gevel onder rechte kroonlijst van 19e-eeuws karakter | Woonhuis                  | waarschijnlijk 18e eeuw                                                       |                                                   | Slijkstraat 30                                      | 51° 26' 36" NB, 3° 34' 14" OL | 37785  | Meer afbeeldingen |
| Huis met gepleisterde lijstgevel. Dakkapel | Woonhuis                  |                                                                               |                                                   | Smallekade 1                                        | 51° 26' 27" NB, 3° 34' 26" OL | 37786  | Meer afbeeldingen |
| Huis met gepleisterde lijstgevel, op de hoeken ingezwenkt. Y-anker | Woonhuis                  | 18e eeuw                                                                      |                                                   | Smallekade 3                                        | 51° 26' 27" NB, 3° 34' 27" OL | 37787  | Meer afbeeldingen |
| Huis met derde kwart 19e eeuw gepleisterde lijstgevel | Woonhuis                  | 18e-19e eeuw                                                                  |                                                   | Smallekade 7                                        | 51° 26' 27" NB, 3° 34' 26" OL | 37788  | Meer afbeeldingen |
| Huis met gepleisterde lijstgevel, aan de hoeken ingezwenkt | Woonhuis                  |                                                                               |                                                   | Smallekade 9                                        | 51° 26' 27" NB, 3° 34' 26" OL | 37789  | Meer afbeeldingen |
| Huis met gepleisterde lijstgevel, aan de hoeken ingezwenkt. Vorkankers | Woonhuis                  |                                                                               |                                                   | Smallekade 11                                       | 51° 26' 27" NB, 3° 34' 26" OL | 37790  | Meer afbeeldingen |
| Huis met gepleisterde rechte gevel. Kap met dakkapel | Woonhuis                  |                                                                               |                                                   | Smallekade 13                                       | 51° 26' 28" NB, 3° 34' 26" OL | 37791  | Meer afbeeldingen |
| Belgische loodshuizen (Vlissingen) | Woonhuis                  | begin 20e eeuw                                                                |                                                   | Spuistraat 59                                       | 51° 26' 37" NB, 3° 34' 17" OL | 37792  | Meer afbeeldingen |
| Belgische loodshuizen (Vlissingen) | Woonhuis                  | begin 20e eeuw                                                                |                                                   | Spuistraat 61                                       | 51° 26' 37" NB, 3° 34' 17" OL | 37793  | Meer afbeeldingen |
| Belgische loodshuizen (Vlissingen) | Woonhuis                  | begin 20e eeuw                                                                |                                                   | Spuistraat 63                                       | 51° 26' 38" NB, 3° 34' 16" OL | 37794  | Meer afbeeldingen |
| Belgische loodshuizen (Vlissingen) | Woonhuis                  | begin 20e eeuw                                                                |                                                   | Spuistraat 65                                       | 51° 26' 38" NB, 3° 34' 15" OL | 37795  | Meer afbeeldingen |
| Huis met lijstgevel. Dakkapel. Eenvoudige voordeuromlijsting | Woonhuis                  | 18e-19e eeuw                                                                  |                                                   | Stenenbeer 3                                        | 51° 26' 37" NB, 3° 34' 38" OL | 37796  | Meer afbeeldingen |
| Huis met derde kwart 19e-eeuwse gepleisterde lijstgevel. Dakkapel. Moderne winkelpui gecombineerd met die van nr 7 | Woonhuis                  | 19e eeuw                                                                      |                                                   | Stenenbeer 5                                        | 51° 26' 37" NB, 3° 34' 38" OL | 37797  | Meer afbeeldingen |
| Huis met geverfde lijstgevel. Moderne winkelpui gecombineerd met die van nr 5 | Woonhuis                  | 18e eeuw                                                                      |                                                   | Stenenbeer 7                                        | 51° 26' 37" NB, 3° 34' 39" OL | 37798  | Meer afbeeldingen |
| Huis met geverfde lijstgevel. De kroonlijst voorzien van zeven consoles, waar drie met gebeeldhouwd masker. Schilddak met hoekpirons. Dakkapel. Jaartalankers op het fries. Voordeuromlijsting met tandlijstjes | Woonhuis                  | 1706 (jaartalankers)                                                          |                                                   | Stenenbeer 9                                        | 51° 26' 38" NB, 3° 34' 39" OL | 37799  | Meer afbeeldingen |
| Pand met verdieping, zolderverdieping en schilddak. Kroonlijst op consoles, getoogde vensters | Woonhuis                  | derde kwart 19e eeuw                                                          |                                                   | Steenen Beer 11                                     | 51° 26' 38" NB, 3° 34' 39" OL | 37800  | Meer afbeeldingen |
| Pand met gecementeerde trapgevel. De treden afgedekt met natuurstenen platen. Waterlijsten | Werk-woonhuis             | 1631 (jaartalankers)                                                          |                                                   | Vrouwestraat 3                                      | 51° 26' 35" NB, 3° 34' 27" OL | 37801  | Meer afbeeldingen |
| Huis met trapgevel. De treden afgedekt met natuurstenen platen. Vensters gedekt door een paar ontlastingsboogjes, gevat in een platte boog | Werk-woonhuis             | 1630 (jaartalankers)                                                          |                                                   | Vrouwestraat 5                                      | 51° 26' 35" NB, 3° 34' 27" OL | 37802  | Meer afbeeldingen |
| Huis met gepleisterde trapgevel. De treden afgedekt met natuurstenen platen. Eenvoudige voordeuromlijsting | Woonhuis                  | 17e eeuw                                                                      |                                                   | Vrouwestraat 7                                      | 51° 26' 36" NB, 3° 34' 28" OL | 37803  | Meer afbeeldingen |
| Huis met trapgevel. De treden afgedekt met natuurstenen platen. Vensters gedekt door een paar ontlastingsboogjes met verdiepte velden. Waterlijsten. Gesneden voordeuromlijsting en bewerkte deur | Woonhuis                  | 17e eeuw                                                                      |                                                   | Vrouwestraat 41                                     | 51° 26' 39" NB, 3° 34' 31" OL | 37804  | Meer afbeeldingen |
| Huis met trapgevel. De treden afgedekt met natuurstenen platen. Sierankers. Eenvoudige voordeuromlijsting | Woonhuis                  | 17e eeuw                                                                      |                                                   | Vrouwestraat 43                                     | 51° 26' 39" NB, 3° 34' 31" OL | 37805  | Meer afbeeldingen |
| Pand met verdieping en schilddak. Gevel onder rechte houten kroonlijst. Twee vensters met accoladevormige ontlastingsbogen. Sieranker | Woonhuis                  | 17e eeuw                                                                      |                                                   | Vrouwestraat 26                                     | 51° 26' 37" NB, 3° 34' 29" OL | 37806  | Meer afbeeldingen |
| Lutherse Kerk | Kerk en kerkonderdeel     | 1735                                                                          |                                                   | Walstraat 23                                        | 51° 26' 34" NB, 3° 34' 35" OL | 37807  | Meer afbeeldingen |
| Gepleisterd pand met verdieping op de hoek van het Groenewoud. Het zadeldak wordt aan de voorzijde afgesloten door een gevel met ingezwenkte bekroning en rollaag | Woonhuis                  | 18e eeuw                                                                      |                                                   | Walstraat 31                                        | 51° 26' 35" NB, 3° 34' 34" OL | 37808  | Meer afbeeldingen |
| Huis met gepleisterde trapgevel. De treden afgedekt met natuurstenen platen. Puibalk | Woonhuis                  | 17e eeuw                                                                      |                                                   | Walstraat 91                                        | 51° 26' 40" NB, 3° 34' 26" OL | 37809  | Meer afbeeldingen |
| Huis met gepleisterde trapgevel, bekroond door overhoekse pinakel. De treden afgedekt met natuurstenen platen. Puibalk | Woonhuis                  | 17e eeuw                                                                      |                                                   | Walstraat 93                                        | 51° 26' 40" NB, 3° 34' 25" OL | 37810  | Meer afbeeldingen |
| Huis met rechte gevel. Gootlijst op klossen. Dakkapel | Woonhuis                  | 18e eeuw                                                                      |                                                   | Walstraat 95                                        | 51° 26' 40" NB, 3° 34' 25" OL | 37811  | Meer afbeeldingen |
| Pand met forse lijstgevel onder fraaie kap met topschoorsteen. Dakkapel | Woonhuis                  | 18e eeuw                                                                      |                                                   | Walstraat 101                                       | 51° 26' 41" NB, 3° 34' 25" OL | 37812  | Pand met forse lijstgevel onder fraaie kap met topschoorsteen. Dakkapel |
| Huis met gepleisterde trapgevel. De treden afgedekt met natuurstenen platen. Cijferankers. (166 ) en sierankers | Woonhuis                  | 17e eeuw                                                                      |                                                   | Walstraat 26                                        | 51° 26' 34" NB, 3° 34' 36" OL | 37813  | Meer afbeeldingen |
| Huis met gepleisterde trapgevel. De treden afgedekt met natuurstenen platen. Moderne winkelpui | Woonhuis                  | 1665 (jaartalankers)                                                          |                                                   | Walstraat 28                                        | 51° 26' 35" NB, 3° 34' 36" OL | 37814  | Meer afbeeldingen |
| Huis met gepleisterde lijstgevel. Moderne winkelpui | Woonhuis                  | 1624 (jaartalankers)                                                          |                                                   | Walstraat 30                                        | 51° 26' 35" NB, 3° 34' 36" OL | 37815  | Meer afbeeldingen |
| Huis met derde kwart 19e eeuw gepleisterde lijstgevel. Het fries van de lijst voorzien van panelen en consoles. Moderne winkelpui | Woonhuis                  | 18e-19e eeuw                                                                  |                                                   | Walstraat 32                                        | 51° 26' 35" NB, 3° 34' 36" OL | 37816  | Meer afbeeldingen |
| Huis met gepleisterde lijstgevel. Cijferankers (160 ). Moderne 18e-eeuwse winkelpui | Woonhuis                  | 160x                                                                          |                                                   | Walstraat 34                                        | 51° 26' 35" NB, 3° 34' 36" OL | 37817  | Meer afbeeldingen |
| Huis met gepleisterde lijstgevel. Lijst voorzien van tanding en van datering. Moderne 17e-19e-eeuwse winkelpui | Woonhuis                  | 1817 (datering)                                                               |                                                   | Walstraat 36                                        | 51° 26' 35" NB, 3° 34' 36" OL | 37818  | Meer afbeeldingen |
| Huis met gepleisterde lijstgevel, aan de hoeken ingezwenkt. Datering in het fries van de lijst | Werk-woonhuis             | 1816                                                                          |                                                   | Walstraat 74                                        | 51° 26' 38" NB, 3° 34' 31" OL | 37819  | Meer afbeeldingen |
| Huis met derde kwart 19e-eeuwse gepleisterde lijstgevel. Jaartalankers (16 ). Fraaie kap, zijtopgevels met vlechtingen. Moderne winkelpui | Werk-woonhuis             | 17e-19e eeuw                                                                  |                                                   | Walstraat 84                                        | 51° 26' 39" NB, 3° 34' 30" OL | 37820  | Meer afbeeldingen |
| Huis met gecementeerde trapgevel, bekroond door overhoekse pinakel. De treden afgedekt met natuurstenen platen. De vensters gedekt door een paar ontlastingsboogjes, gevat in korfboog. Moderne winkelpui | Woonhuis                  | 1655 (jaartalankers)                                                          |                                                   | Walstraat 86                                        | 51° 26' 39" NB, 3° 34' 30" OL | 37821  | Meer afbeeldingen |
| Huis met gepleisterde lijstgevel. Moderne winkelpui | Woonhuis                  | 17e-19e eeuw                                                                  |                                                   | Walstraat 88                                        | 51° 26' 39" NB, 3° 34' 29" OL | 37822  | Meer afbeeldingen |
| Huis met derde kwart 19e-eeuwse gepleisterde lijstgevel. Moderne winkelpui | Woonhuis                  | 17e-19e eeuw                                                                  |                                                   | Walstraat 90                                        | 51° 26' 39" NB, 3° 34' 29" OL | 37823  | Meer afbeeldingen |
| Huis met gepleisterde lijstgevel. Dakkapel. Jaartalankers. Moderne winkelpui | Woonhuis                  | 1627 (jaartalankers)                                                          |                                                   | Walstraat 92                                        | 51° 26' 40" NB, 3° 34' 29" OL | 37824  | Meer afbeeldingen |
| Pakhuis onder schilddak | Opslag                    | 18e of begin 19e eeuw                                                         |                                                   | Weteringstraat 17                                   | 51° 26' 35" NB, 3° 34' 32" OL | 37825  | Meer afbeeldingen |
| Huis met gecementeerde lijstgevel. Nok evenwijdig aan de straat. Zijtrapgevel. Drie dakkapellen met driehoekig fronton. Vensters voorzien van natuurstenen dorpels. Voordeuromlijsting met bovenlicht | Woonhuis                  | 17e-18e eeuw                                                                  |                                                   | Wilhelminastraat 73                                 | 51° 26' 36" NB, 3° 34' 38" OL | 37826  | Meer afbeeldingen |
| Pand met verdieping en schilddak | Woonhuis                  | 17e eeuw                                                                      |                                                   | Wilhelminastraat 75                                 | 51° 26' 36" NB, 3° 34' 38" OL | 37827  | Meer afbeeldingen |
| Hoekpand met verdieping en gepleisterde gevels onder rechte kroonlijsten. In de zijgevel vorkankers | Werk-woonhuis             | 17e eeuw 19e eeuw (sterk gewijzigd)                                           |                                                   | Groenewoud 150                                      | 51° 26' 37" NB, 3° 34' 38" OL | 37828  | Meer afbeeldingen |
| Hoekpand met twee verdiepingen en zadeldak tussen puntgevels met rollagen. Voorgevel met cordonlijsten, geprofileerde vensteromlijstingen en houten kroonlijst met in het fries spiegels en consoles. Voluutbekroningen boven de vensters | Handel en kantoor         | 19e eeuw                                                                      |                                                   | Zeilmarkt 22                                        | 51° 26' 31" NB, 3° 34' 38" OL | 37829  | Meer afbeeldingen |
| Steen ter herinnering moord op Don Pachieco in 1572 | Gedenkteken               | 1572 (moord)                                                                  |                                                   | Bellamypark tegenover 35                            | 51° 26' 30" NB, 3° 34' 25" OL | 37830  | Steen ter herinnering moord op Don Pachieco in 1572 |
| Standbeeld van Michiel de Ruyter met twee bronzen scheepskanonnen | Gedenkteken               | 1841 (steendbeeld) 1617+1622 (scheepskannonen)                                |                                                   | Standbeeld MAdR                                     | 51° 26' 23" NB, 3° 34' 30" OL | 37831  | Meer afbeeldingen |
| Dokje van Perry | Waterweg, werf en haven   | 17e eeuw eerste helft 19e eeuw (memoriestenen)                                |                                                   | Dok, verlengde van                                  | 51° 26' 41" NB, 3° 34' 39" OL | 37832  | Meer afbeeldingen |
| Vissershaven: stenen beschoeiing en ommuring voorzien havenbassin | Waterweg, werf en haven   | 1443                                                                          |                                                   | Vissershaven, zijde                                 | 51° 26' 28" NB, 3° 34' 36" OL | 37833  | Meer afbeeldingen |
| Oranjemolen | Industrie- en poldermolen | voor 1699                                                                     |                                                   | Oranjedijk 1                                        | 51° 26' 26" NB, 3° 34' 50" OL | 37834  | Meer afbeeldingen |
| Gotische korfboog aan de zijde van de Beursstraat doorgang afsluitend bewerkte sleutelstukken. De boog ontspringt op gebeeldhouwde draagsteentjes (waarvan een verdwenen). Twee schamppalen | Onderdeel woningen e.d.   | 16e eeuw                                                                      |                                                   | Beursstraat bij 41                                  | 51° 26' 27" NB, 3° 34' 25" OL | 37835  | Gotische korfboog aan de zijde van de Beursstraat doorgang afsluitend bewerkte sleutelstukken. De boog ontspringt op gebeeldhouwde draagsteentjes (waarvan een verdwenen). Twee schamppalen |
| Restanten van de herhaaldelijk vernieuwde zeeversterking t.w. het bastion De Leugenaar en het bastion van de Oranjemolen | Fort, vesting en -onderdl |                                                                               |                                                   | Restanten zeeversterking bij Oranjemolen            | 51° 26' 26" NB, 3° 34' 49" OL | 37836  | Restanten van de herhaaldelijk vernieuwde zeeversterking t.w. het bastion De Leugenaar en het bastion van de Oranjemolen                                                                    |
| Restanten het Rondeel dat de ingang van de oude Haven scheidt van de Vissershaven | Fort, vesting en -onderdl |                                                                               |                                                   | Restanten zeeversterking Koopmanshaven/Vissershaven | 51° 26' 27" NB, 3° 34' 30" OL | 37837  | Restanten het Rondeel dat de ingang van de oude Haven scheidt van de Vissershaven |
| Vliedberg | Archeologisch monument    | 10e-13e eeuw                                                                  |                                                   | Bergweg                                             | 51° 28' 35" NB, 3° 34' 28" OL | 46093  | Meer afbeeldingen |
| Vliedberg (kasteelberg) | Archeologisch monument    | 10e - 13e eeuw                                                                |                                                   | Mozartlaan ongenummerd / plangebied Paauwenburg     | 51° 27' 39" NB, 3° 32' 51" OL | 46094  | Vliedberg (kasteelberg) |
| Pakhuis in lichte kleur gepleisterd van drie bouwlagen onder een schilddak | Opslag                    | 1622 (jaartalankers)                                                          |                                                   | Branderijstraat 12                                  | 51° 26' 33" NB, 3° 34' 29" OL | 408810 | Pakhuis in lichte kleur gepleisterd van drie bouwlagen onder een schilddak |
| Keizersbolwerk | Fort, vesting en -onderdl | 1548                                                                          |                                                   | Keizersbolwerk                                      | 51° 26' 23" NB, 3° 34' 30" OL | 448989 | Meer afbeeldingen |
| Huis met gepleisterde lijstgevel voorzien van twee dakkapellen en jaartalankers. Rozet bovenlicht | Woonhuis                  | 1661 (jaartalankers)                                                          |                                                   | Groenewoud 73                                       | 51° 26' 35" NB, 3° 34' 33" OL | 482295 | Huis met gepleisterde lijstgevel voorzien van twee dakkapellen en jaartalankers. Rozet bovenlicht                                                                                           |
| Pand met in schoon metselwerk uitgevoerde trapgevel met topbekroning | Woonhuis                  | 1968 (verplaatst naar huidige locatie)                                        |                                                   | Plein Vierwinden 4                                  | 51° 26' 34" NB, 3° 34' 33" OL | 482296 | Meer afbeeldingen |
| Pand met in schoon metselwerk uitgevoerde trapgevel met topbekroning, de treden afgedekt met natuurstenen platen | Woonhuis                  | 1968 (verplaatst naar huidige locatie)                                        |                                                   | Groenewoud 71                                       | 51° 26' 34" NB, 3° 34' 33" OL | 482297 | Pand met in schoon metselwerk uitgevoerde trapgevel met topbekroning, de treden afgedekt met natuurstenen platen                                                                            |
| Pand met in schoon metselwerk uitgevoerde trapgevel met topbekroning, de treden afgedekt met natuurstenen platen. Eenvoudige voordeur- omlijsting met bovenlicht. Beganegronds en op de verdieping twee 12- ruitsschuifvensters; een 9-ruits schuifvenster en een klein venstertje op de zolder                                                                                       | Woonhuis                  | 17e eeuw 1971 (verplaatst naar huidige locatie)                               |                                                   | Groenewoud 55                                       | 51° 26' 32" NB, 3° 34' 30" OL | 482298 | Meer afbeeldingen |
| Wooldhuis | Woonhuis                  | 1930-1932                                                                     | D. Roosenburg                                     | Boulevard Evertsen 290                              | 51° 27' 2" NB, 3° 33' 27" OL  | 492780 | Meer afbeeldingen |
| Zandloper | Woonhuis                  | 1931                                                                          | D. Roosenburg                                     | Boulevard Evertsen 288                              | 51° 27' 1" NB, 3° 33' 28" OL  | 492781 | Meer afbeeldingen |
| Waailust | Woonhuis                  | 1931                                                                          | D. Roosenburg                                     | Kenau Hasselaarstraat 559                           | 51° 27' 2" NB, 3° 33' 29" OL  | 492782 | Meer afbeeldingen |
| Tuin met tuinmuur | Tuin, park en plantsoen   |                                                                               | Mien Ruysch                                       | Boulevard Evertsen bij 290                          | 51° 27' 2" NB, 3° 33' 27" OL  | 492789 | Meer afbeeldingen |
| Veertien verspreid in de woonwijk gesitueerde dubbelwoningen, gebouwd op een rechthoekige plattegrond | Woonhuis                  | 1910-1912                                                                     |                                                   | Verkuijl Quakkelaarstraat 199                       | 51° 26' 55" NB, 3° 34' 28" OL | 508760 | Veertien verspreid in de woonwijk gesitueerde dubbelwoningen, gebouwd op een rechthoekige plattegrond                                                                                       |
| Vier blokken van vier woningen, waarvan twee blokken zich naast elkaar bevinden | Woonhuis                  | 1910-1912                                                                     |                                                   | Lammensstraat 4                                     | 51° 26' 52" NB, 3° 34' 31" OL | 508761 | Vier blokken van vier woningen, waarvan twee blokken zich naast elkaar bevinden |
| Vier blokken van vijf woningen | Woonhuis                  | 1910-1912                                                                     |                                                   | Nicolaes Honighstraat 20                            | 51° 26' 53" NB, 3° 34' 28" OL | 508762 | Vier blokken van vijf woningen |
| Veertien blokken van zes woningen, verspreid in de woonwijk gesitueerd. De blokken hebben een rechthoekige plattegrond | Woonhuis                  | 1910-1912                                                                     |                                                   | Verkuijl Quakkelaarstraat 203                       | 51° 26' 55" NB, 3° 34' 28" OL | 508763 | Veertien blokken van zes woningen, verspreid in de woonwijk gesitueerd. De blokken hebben een rechthoekige plattegrond                                                                      |
| Twee blokken van zeven woningen, naast elkaar gelegen aan de Hurgronjestraat en twee blokken van acht woningen met achtertuinen aan elkaar grenzend. Alle blokken hebben een rechthoekige plattegrond | Woonhuis                  | 1910-1912                                                                     |                                                   | Hurgronjestraat 1                                   | 51° 26' 52" NB, 3° 34' 32" OL | 508764 | Meer afbeeldingen |
| Watertoren | Nutsbedrijf               | 1894                                                                          |                                                   | Badhuisstraat 187                                   | 51° 26' 51" NB, 3° 33' 58" OL | 508765 | Meer afbeeldingen |
| De Ophir | Woonhuis                  | 1909                                                                          |                                                   | Badhuisstraat 186                                   | 51° 26' 55" NB, 3° 33' 46" OL | 508766 | Meer afbeeldingen |
| Tweezijdig aangebouwd, zeer smal woonhuis bestaande uit een souterrain, een bel-etage, een verdieping en een kaplaag | Woonhuis                  | eind 19e eeuw                                                                 |                                                   | Smallekade 5                                        | 51° 26' 27" NB, 3° 34' 26" OL | 508767 | Meer afbeeldingen |
| Voormalige schoenfabriek annex winkelwoning als hoekpand gebouwd | Werk-woonhuis             | 1897                                                                          |                                                   | Bellamypark 54                                      | 51° 26' 33" NB, 3° 34' 24" OL | 508768 | Meer afbeeldingen |
| Voormalige winkel met werkplaats, in twee fasen ontstaan na de verbouwing van twee woonhuizen | Industrie                 | 1923+1927 (verbouwing)                                                        | Dijkstra (verbouwing)                             | Nieuwstraat 214                                     | 51° 26' 33" NB, 3° 34' 38" OL | 508769 | Voormalige winkel met werkplaats, in twee fasen ontstaan na de verbouwing van twee woonhuizen                                                                                               |
| Tweezijdig aangebouwd winkelpand, gevel in overgangsarchitectuur met een winkelpui in een mengeling van eclectische en Jugendstil vormen | Werk-woonhuis             | 17e of 18e eeuw (kern) laat 19e eeuw (gevel)                                  |                                                   | Sint Jacobsstraat 26                                | 51° 26' 36" NB, 3° 34' 31" OL | 508770 | Meer afbeeldingen |
| Midgaarde | Woonhuis                  | ca. 1928/1929                                                                 | J.C. Speelman                                     | Julianalaan 11                                      | 51° 27' 1" NB, 3° 33' 47" OL  | 508772 | Meer afbeeldingen |
| Fontein ter nagedachtenis aan Elisabeth Wolff en Agatha Deken | Gedenkteken               | 1884                                                                          |                                                   | Bellamypark tegenover 48                            | 51° 26' 30" NB, 3° 34' 25" OL | 508773 | Meer afbeeldingen |
| Hofje op U-vormige plattegrond in traditionele architectuur | Sociale zorg, liefdadigh. | ca. 1895                                                                      |                                                   | Hobeinstraat 13                                     | 51° 26' 47" NB, 3° 34' 16" OL | 508774 | Meer afbeeldingen |
| Rijks Hogere Burgerschool. Het schoolgebouw is uitgevoerd in een kubistisch expressionistische stijl | Onderwijs en wetenschap   | 1920-1924                                                                     | Helwig (ontwerp) W.A.J. Vrijman (supervisie)      | Brouwenaarstraat 2                                  | 51° 26' 55" NB, 3° 34' 13" OL | 508775 | Meer afbeeldingen |
| Hoofdkantoor Koninklijke Maatschappij De Schelde | Handel en kantoor         | 1913                                                                          | J.P. Stok                                         | Glacisstraat 165                                    | 51° 26' 55" NB, 3° 34' 13" OL | 508777 | Meer afbeeldingen |
| Woonhuis gebouwd onder invloed van de art nouveau | Woonhuis                  | 1905 (gedenksteen)                                                            |                                                   | Koudekerkseweg 100                                  | 51° 27' 8" NB, 3° 33' 52" OL  | 508778 | Woonhuis gebouwd onder invloed van de art nouveau |
| Timmerfabriek Koninklijke Maatschappij De Schelde | Industrie                 | 1915                                                                          |                                                   | Koningsweg                                          | 51° 27' 8" NB, 3° 33' 52" OL  | 508779 | Meer afbeeldingen |
| Woonhuis met invloeden van de art nouveau en het eclectiscisme | Woonhuis                  | 1905-1906                                                                     | A.P. Swinkels                                     | Koudekerkseweg 102                                  | 51° 27' 8" NB, 3° 33' 52" OL  | 508780 | Meer afbeeldingen |
| Zeevaartschool / Maritiem Instituut de Ruyter | Onderwijs en wetenschap   | 1950-1952/1953                                                                | Arend Rothuizen                                   | Boulevard Bankert 156                               | 51° 26' 44" NB, 3° 34' 0" OL  | 530840 | Meer afbeeldingen |
| Station | Transport                 | 1950                                                                          | Sybold van Ravesteyn                              | Stationsplein 1                                     | 51° 26' 38" NB, 3° 35' 45" OL | 530882 | Meer afbeeldingen |